# Green C.4
Il Green C.4 fu un motore aeronautico 4 cilindri in linea prodotto dalla britannica Aster.
Il C.4 fu disegnato da Gustavus Green e prodotto da Aster per conto di Green Engine Co, l'azienda fondata da Green.
Il motore fu acceso per la prima volta nel 1908 e, nonostante le apparenti grosse dimensioni, era molto leggero per l'epoca.
Per le prestazioni elevate ed il peso contenuto fu, assieme al Green D.4, il motore preferito nelle realizzazioni aeronautiche del periodo.
Fu uno dei due motori progettati da Green ad ottenere un premio dal governo britannico.

## Velivoli utilizzatori
- Aeronautical Syndicate Valkyrie Type A
- Avro Type II
- Avro Type III
- Avro Type IV
- Avro Type D
- Avro Baby
- Blackburn Monoplane 1
- Handley Page Type B
- Handley Page Type D
- Hornstein biplane
- Macfie Empress
- Martin-Handasyde No.3
- Neale VII
- Short S.27
- Sopwith Burgess-Wright
- Wells Reo